# Ipsos
Ipsos ou Instituto Ipsos (pronúncia em francês: [Latin Pronunciation: ip.sos]; acrônimo de Institut Public de Sondage d'Opinion Secteur) é uma empresa multinacional de pesquisa e consultoria de mercado com sede em Paris, França. A empresa foi fundada em 1975 por Didier Truchot, presidente da empresa, e tem capital aberto na Bolsa de Valores de Paris desde 1 de julho de 1999.
Desde 1990, o Grupo criou ou adquiriu inúmeras empresas. Em outubro de 2011, a Ipsos adquiriu a Synovate, resultando em uma organização Ipsos que se classifica como a terceira maior agência de pesquisa do mundo. Em 2023, a Ipsos tinha escritórios em 89 países, empregando 19 500 pessoas.

## Subsidiárias
- Ipsos MORI
- Ipsos Reid
- Ipsos Business Consulting
- Ipsos Alfacom
- Ipsos Apoyo
- Ipsos Archway
- Ipsos ASI
- Ipsos Bimsa
- Ipsos Connect
- Ipsos Healthcare
- Ipsos Insight
- Ipsos Interactive Services
- Ipsos Loyalty
- Ipsos Marketing
- Ipsos Markinor (Ipsos South Africa)[4]
- Ipsos MRBI
- Ipsos Novaction
- Ipsos Observer
- Ipsos Public Affairs
- Ipsos RDA[5]
- Ipsos UU
- Ipsos Vantis
- Livra.com
- Karian and Box[6]

## Brasil

### Impeachment Dilma Rousseff
Segundo pesquisas do Ipsos, em 1º de fevereiro de 2016, 60% dos brasileiros apoiam o processo de impeachment de Dilma Rousseff.
A pesquisa também constatou que a gestão da presidente Dilma é considerada ruim ou péssima por 79% dos entrevistados. Já 15% a classificaram como regular e apenas 5% como ótima ou boa.

### Operação Lava Jato
De acordo com Ipsos, 1º de fevereiro de 2016 apontou que cerca de 8 em cada 10 brasileiros são favoráveis a continuidade da Operação Lava Jato até o fim das investigações, mesmo que isso gere instabilidade política no país. A pesquisa ouviu 1 200 pessoas durante o ano de 2015.
Para o presidente da Federação Nacional dos Policiais Federais (Fenapef), Luís Antônio Boudens, essa percepção dos entrevistados em relação à Lava Jato mostra o quanto a população precisa de uma solução para a corrupção. “A atuação dos agentes federais no combate à corrupção atraiu a atenção da sociedade e isso se reflete na confiança e credibilidade que recebe da população”.

### Outras pesquisas no Brasil
Uma pesquisa nacional do Instituto Ipsos em parceria com a Federação do Comércio do Estado do Rio de Janeiro (Fecomércio-RJ), demonstra o crescimento de hábitos culturais nos brasileiros nos últimos oito anos. Foram ouvidos 1 200 consumidores em 72 municípios de todo o país entre os dias 2 e 14 de dezembro de 2015. O número de pessoas que disseram ter ido ao cinema e ao teatro cresceu 100%, passando de 17%, em 2007, para 35%, em 2015, e de 6% para 12%, na mesma comparação, mostra a pesquisa.
Em uma outra pesquisa, desta vez realizada pelo Ipsos MORI, o Brasil foi eleito o 3º (terceiro) país mais ignorante do mundo, ficando atrás apenas do México e da Índia, primeiro e segundo lugar, respectivamente. No estudo denominado Perils of Perception (Perigos da Percepção), realizado com 33 países, foram feitas 12 perguntas, tais como "Qual a porcentagem de imigrantes no seu país?" e "Qual a porcentagem de brasileiros com acesso à internet", e depois comparou-se as respostas com os dados reais. A pesquisa foi feita entre os dias 1 e 16 de outubro, e participaram dela cerca de 1 000 brasileiros. Por outro lado, o país com a população mais consciente sobre a realidade do seu país foi a Coréia do Sul, seguida pela Irlanda e pela Polônia, respectivamente.